# Lekkoatletyka na Letnich Igrzyskach Olimpijskich 1904 – skok w dal
Skok w dal podczas igrzysk olimpijskich w 1904 w Saint Louis rozegrano 1 września 1904 na stadionie Francis Field należącym do Washington University. Startowało 10 lekkoatletów z 3 państw. Rozegrano tylko finał.

## Rekordy
| Rekord świata     | 7,61  | Peter O’Connor   | Dublin (W. Brytania) | 5 sierpnia 1901 |
| Rekord olimpijski | 7,185 | Alvin Kraenzlein | Paryż (Francja)      | 15 lipca 1900   |

## Finał
| lp | Imię i nazwisko      | Wiek | Reprezentacja     | Wynik | Uwagi |
| -- | -------------------- | ---- | ----------------- | ----- | ----- |
| 1  | Myer Prinstein       | 25   | Stany Zjednoczone | 7,34  | OR    |
| 2  | Daniel Frank         |      | Stany Zjednoczone | 6,89  |       |
| 3  | Robert Stangland     | 23   | Stany Zjednoczone | 6,88  |       |
| 4  | Frederick Engelhardt | 25   | Stany Zjednoczone | 6,63  |       |
| 5  | Gilbert Van Cleve    |      | Stany Zjednoczone | nn    |       |
| 6  | John Hagerman        | 22   | Stany Zjednoczone | nn    |       |
| nn | Corrie Gardner       | 25   | Australia         | nn    |       |
| nn | Leslie McPherson     |      | Australia         | nn    |       |
| nn | Béla Mező            | 20   | Węgry             | nn    |       |
| nn | John Oxley           | 22   | Stany Zjednoczone | nn    |       |

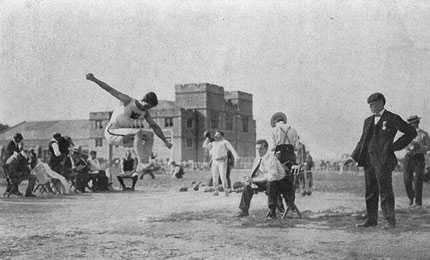
Myer Prinstein podczas skoku na igrzyskach

Prinstein, który był wicemistrzem olimpijskim na poprzednich igrzyskach, prowadził od początku, a w ostatnim skoku poprawił rekord olimpijski.